# روبرت دوك
روبرت دوك (بالإنجليزية: Robert Doak)‏ هو راكب الكنو أسترالي، ولد في 6 يناير 1958.

## وصلات خارجية
- روبرت دوك على موقع أوليمبيديا (الإنجليزية)